# Wonder What's Next
Wonder What's Next este cel de-al doile album al formatiei Chevelle lansat in 2002.
Albumul a fost primul lor album lansat sub marca Epic. Wonder What's Next a vandut mai mult de 1 milion de exemplare ,cel mai de succes album al lor. Trupa a aparut si in emisiunea The Late Show with David Letterman interpretand melodia The Red.

## Lista Piese
1. "Family System"- 4:17
2. "Comfortable Liar" - 3:43
3. "Send the Pain Below" - 4:13
4. "Closure" - 4:12
5. "The Red" - 3:58
6. "Wonder What's Next" - 4:10
7. "Don't Fake This" - 3:39
8. "Forfeit" - 3:59
9. "Grab Thy Hand" - 4:14
10. "An Evening with el Diablo" - 5:58
11. "One Lonely Visitor" - 4:08

## Pozitii Topuri
Album - Billboard Music Charts (North America)
| An   | Top                 | Pozitie |
| ---- | ------------------- | ------- |
| 2002 | The Billboard 200   | No. 14  |
| 2002 | Top Internet Albums | No. 14  |

Single-uri - Billboard Music Charts (North America)
| An   | Piesa                 | Top                    | Pozitie |
| ---- | --------------------- | ---------------------- | ------- |
| 2002 | "The Red"             | The Billboard Hot 100  | No. 56  |
| 2002 | "The Red"             | Mainstream Rock Tracks | No. 3   |
| 2002 | "The Red"             | Modern Rock Tracks     | No. 4   |
| 2003 | "Send the Pain Below" | The Billboard Hot 100  | No. 65  |
| 2003 | "Send the Pain Below" | Mainstream Rock Tracks | No. 1   |
| 2003 | "Send the Pain Below" | Modern Rock Tracks     | No. 1   |
| 2004 | "Closure"             | Mainstream Rock Tracks | No. 17  |
| 2004 | "Closure"             | Modern Rock Tracks     | No. 11  |